# Gordon Jackson
Gordon Cameron Jackson, OBE (19. prosince 1923 Glasgow – 15. ledna 1990 Londýn) byl skotský herec. V českém prostředí je zřejmě nejznámější jeho role majora Cowleyho v seriálu Profesionálové.

## Mládí
Narodil se v Glasgow jako nejmladší z pěti dětí. V mládí pracoval pro rádio BBC – ve víkendovém pořadu vysílaném mezi pátou a šestou odpoledne vystupoval v pořadu pro malé posluchače Dětská hodinka jako dětský herec, který předtím zaujal rozhlasové dramaturgy při ochotnických představeních. V 15 letech ukončil školu a začal pracovat jako kreslič v továrně Rolls-Royce.

## Začátek kariéry
Jeho filmová kariéra začala v roce 1942, v jeho 19 letech. Tehdy producenti hledali mladého Skota, který by hrál ve válečném filmu The Foreman Went to France. Jednalo se o příběh mistra ze zbrojní továrny, který za války odešel do Francie, aby tam zachránil před Němci stroje na výrobu děl pro letadla Spitfire. Gordon tam hrál ve vedlejší roli. Po natočení tohoto filmu se vrátil zpět do továrny, avšak brzy jej producenti ze studia Ealing znovu zavolali, a on se definitivně rozhodl pro hereckou dráhu. Na začátku své kariéry hrál kromě filmů i v divadlech v Glasgow, Worthingu a Perthu.
V roce 1949 se při natáčení romantického filmu Floodtide (Příliv) seznámil s herečkou Ronou Andersonovou, s níž se o dva roky později oženil. Z manželství vzešli dva synové, Graham a Roddy. Film vyprávěl o mladíkovi, který nechtěl pokračovat v rodinné tradici a stát se farmářem. Místo toho se však stal úspěšným konstruktérem lodí.
V letech 1950 až 1960 se objevil v televizi v programech jako The Adventures of Robin Hood, ABC of Britain, Gideon's Way a The Avengers. V některých letech točil až tři filmy ročně, jen málokterý však překročil hranice Spojeného království. Výjimkou byly filmy Vzpoura na Bounty, kde hrál člena posádky, nebo Báječní muži na létajících strojích a slavné snímky Velký útěk (1963), Dotek Medúzy (1978) nebo Hamlet (1969), jehož divadelní verze mu přinesla Cenu Clarence Derwenta.

## Pozdější kariéra
Velkou popularitu mu přinesla televize. Hrál komorníka v 68-dílném seriálu Upstairs, Downstairs (Nahoře, v přízemí) který si dělal legraci ze vztahů nóbl rodiny a služebnictva. V roce 1976 získal cenu Emmy za mimořádný herecký výkon ve vedlejší roli v epizodě tohoto seriálu nazvané „Beastly Hun“. V roce 1974 byl zvolen britským hercem roku a o pět let později byl oceněn Řádem britského impéria (OBE). V letech 1977–1981 hrál svou nejznámější roli majora Cowleyho v seriálu Profesionálové. Poté hrál v australském dramatu z druhé světové války A Town like Alice (1981), kde dostal za svůj výkon cenu Logie. Pak pokračoval v televizní práci v programech Hart to Hart, Campion a Shaka Zulu a ve filmech The Shooting Party a The Whistle Blower. Objevil se také v divadlech, a to ve hře Cards on the table (Karty na stole), dle románu Agathy Christie v divadle Vaudeville v roce 1981 a v Mass Appeal od Billa C. Davise v Lyric Hammersmith v roce 1982. Od roku 1985 do roku 1986, Jackson uváděl dvě odpolední kuchařské show pro TV na Novém Zélandu s názvem Fresh and Fancy Fare a Country Fare. Jeho poslední role před smrtí byla ve filmu Effie's Burning, který byl vysílán posmrtně.

## Závěr života
V roce 1989 mu byla diagnostikována rakovina kostí. Zemřel následujícího roku v Londýně ve věku 66 let.